# Мікуловиці (Опатовський повіт)
Мікуловиці (пол. Mikułowice) — село в Польщі, у гміні Войцеховиці Опатовського повіту Свентокшиського воєводства.
Населення — 155 осіб (2011).
У 1975—1998 роках село належало до Тарнобжезького воєводства.

## Демографія
Демографічна структура на день 31 березня 2011 року:
|          | Загалом | Допрацездатний вік | Працездатний вік | Постпрацездатний вік |
| -------- | ------- | ------------------ | ---------------- | -------------------- |
| Чоловіки | 82      | 16                 | 57               | 9                    |
| Жінки    | 73      | 13                 | 38               | 22                   |
| Разом    | 155     | 29                 | 95               | 31                   |